# Hypeuthina fulgurita
Hypeuthina fulgurita là một loài bướm đêm trong họ Noctuidae.